# Nototriche niederleinii
Nototriche niederleinii är en malvaväxtart som beskrevs av A. W Hill. Nototriche niederleinii ingår i släktet Nototriche och familjen malvaväxter. Inga underarter finns listade i Catalogue of Life.